# 溪州 (宋朝)
溪州，中国北宋时设置的羁縻州。
宋徽宗大观元年（1107年）北宋析宜州思恩县之地以带溪砦设置溪州，治所在今广西壮族自治区环江毛南族自治县北。辖境即今环江县北一带。大观四年（1110年）再废溪州，仍为带溪砦。